# Hans Eberstark
Hans Eberstark (* 27. Jänner 1929 in Wien; † 19. Dezember 2001) war ein österreichischer Linguist und Rechenkünstler.
Eberstark stammte aus einer jüdischen Arztfamilie in Wien (in der Ahnenreihe waren auch Talmud-Gelehrte). 1937 floh die Familie über Triest nach Shanghai, wo er bis 1947 blieb. Danach kehrte er mit seiner Familie nach Wien zurück und studierte Sprachen. Er war Übersetzer bei den Nürnberger Prozessen.
Er sprach 20 Sprachen perfekt, darunter Deutsch, Englisch, Französisch, Spanisch, Italienisch, Portugiesisch, Niederländisch, Schwedisch, Hebräisch (das er schon als Kind lernte), Jiddisch, Norwegisch, Dänisch, Albanisch, Papiamento, Kreolisch (Haiti), Surinamisch und seine Lieblingssprache Sranantongo, eine Kreolsprache in Suriname, über die er promovierte. Daneben sprach er viele Sprachen wie Chinesisch auf Verständigungsniveau und zusätzlich hunderte Dialekte wie zum Beispiel Schweizerdeutsch, das er sich nach kurzem Hören von Dialektsprechern einprägen konnte. Am CERN gab er 1976 davon eine Kostprobe.
Er trat auch als Kopfrechner hervor, wobei er akustisch orientiert Zahlen verarbeitete. Er stellte 1979 einen Weltrekord auf, als er 11.944 Ziffern der Zahl Pi auswendig lernte. Er konnte schriftlich vorgelegte siebenstellige Zahlen in rund einer Minute im Kopf multiplizieren. Er trat auf der Abschiedsveranstaltung für Wim Klein am CERN auf, wo er zusammen mit ihm mehrstellige Zahlen im Kopf multiplizierte, Wochentage berechnete und Zahlenfolgen memorisierte.
Er war Übersetzer am Internationalen Arbeitsamt in Genf und lehrte Übersetzungstechniken an der Universität Genf. In den späten 1960er Jahren war er einer der Vorsitzenden der deutschsprachigen Mensa.